# Saint-Denis-du-Maine
Saint-Denis-du-Maine è un comune francese di 430 abitanti situato nel dipartimento della Mayenne nella regione dei Paesi della Loira.

## Società

### Evoluzione demografica
Abitanti censiti